# FC DROPA Střížkov
FC DROPA Střížkov byl český fotbalový klub, který reprezentoval pražskou městskou čtvrť Střížkov. Klub byl založen v roce 1931 pod názvem SK Střížkov Praha. V sezóně 1993/94 klub poprvé postoupil do Pražského krajského přeboru. V sezóně 1995/96 klub vyhrál i Pražský krajský přebor a postoupil do Divize. Po skončení úspěšného ročníku došlo k fúzi s TJ Kompresory Prosek do FC Střížkov Praha 9.
Kariéru zde v devadesátých letech začínal bývalý prvoligový fotbalista Roman Pavlík.

## Historické názvy
Zdroj: 
- 1931 – SK Střížkov Praha (Sportovní klub Střížkov Praha)
- Sokol Střížkov
- SK Střížkov Praha VIII (Sportovní klub Střížkov Praha VIII)
- TJ Střížkov (Tělovýchovná jednota Střížkov)
- FC Střížkov (Football Club Střížkov)
- FC DROPA Střížkov (Football Club DROPA Střížkov)
- 1996 – fúze s TJ Kompresory Prosek ⇒ FC Střížkov Praha 9
- 1996 – zánik

## Umístění v jednotlivých sezonách
Zdroj: 
Legenda: Z – zápasy, V – výhry, R – remízy, P – porážky, VG – vstřelené góly, OG – obdržené góly, +/- – rozdíl skóre, B – body, červené podbarvení – sestup, zelené podbarvení – postup, fialové podbarvení – reorganizace, změna skupiny či soutěže
| Česko (1993 – 1996) |                            |        |    |    |   |   |    |    |     |    |        |
| Sezóny              | Liga                       | Úroveň | Z  | V  | R | P | VG | OG | +/- | B  | Pozice |
| 1993/94             | Pražská I. A třída – sk. A | 6      | 26 | 16 | 8 | 2 | 66 | 25 | +41 | 40 | 1.     |
| 1994/95             | Pražský přebor             | 5      | 30 | 14 | 8 | 8 | 38 | 29 | +9  | 50 | 4.     |
| 1995/96             | Pražský přebor             | 5      | 30 | 23 | 5 | 2 | 75 | 17 | +58 | 74 | 1.     |